# 大梅沙古遗址
大梅沙古遗址，位于中国广东省深圳市深圳市盐田区大梅沙海湾，为深圳市的一个市、县级文物保护单位，类型为古遗址，公布时间为1983年5月30日。
大梅沙古遗址的历史年代为史前。